# Arthur Seidel
Arthur Seidel (Neisse (Pruissen), 13 april 1849 – Breslau, 29 maart 1910) was een Nederlands dirigent van Duitse komaf.
Hij was getrouwd met Clara Deijsing.
Hij kreeg zijn opleiding aan het Conservatorium van Keulen bij Ferdinand Hiller (compositieleer), Seisz (piano), Japha (viool) en Weber (orgel). Daarna volgde een opleiding aan de Königliche Hochschule für Musik in Berlijn bij Kiel (compositieleer), Rudorff (piano), Haupt (orgel) en Müller (cello). 
Hij ging aan de slag als dirigent in Koningsbergen, Riga (1885-1886), Hamburg, Maagdenburg, Rotterdam (Orkest Hoogduitse Opera, circa 45 man, 1890-1891), Stettin en Breslau om in 1894 in dienst te treden van de stafmuziek van de Schutterij in Rotterdam, gevolgd door het Korps van de Nederlandse Sluipschutters. Hij dirigeerde in die tijd ook de concerten van Eruditio Musica. Seidel was verbonden aan de muziekschool van de Maatschappij tot Bevordering der Toonkunst; een van zijn leerlingen was Bernard Diamant.
In augustus 1908 was zijn gezondheid dermate slecht dat hij zich terugtrok in Breslau. Hij werd opgevolgd door Bart Verhallen. Op 31 maart 1910 meldde het Rotterdamsch Nieuwsblad dat hij was overleden; hij was al die tijd ziek geweest. 
Hij schreef een aantal bewerkingen (fantasieën) op operamuziek van derden, zoals van Fidelio van Ludwig van Beethoven en van de aantal opera’s van Richard Wagner. Hij schreef ook In de diergaarde, een “gavotte de concert” dat in 1908 nog werd uitgevoerd in Artis, maar waarschijnlijk geschreven voor de Rotterdamsche Diergaarde, waar hij talloze concerten gaf. Bij het 100-jarige bestaan van die dierentuin in 1955  kwam zijn naam weer bovendrijven.